# Ledersocken

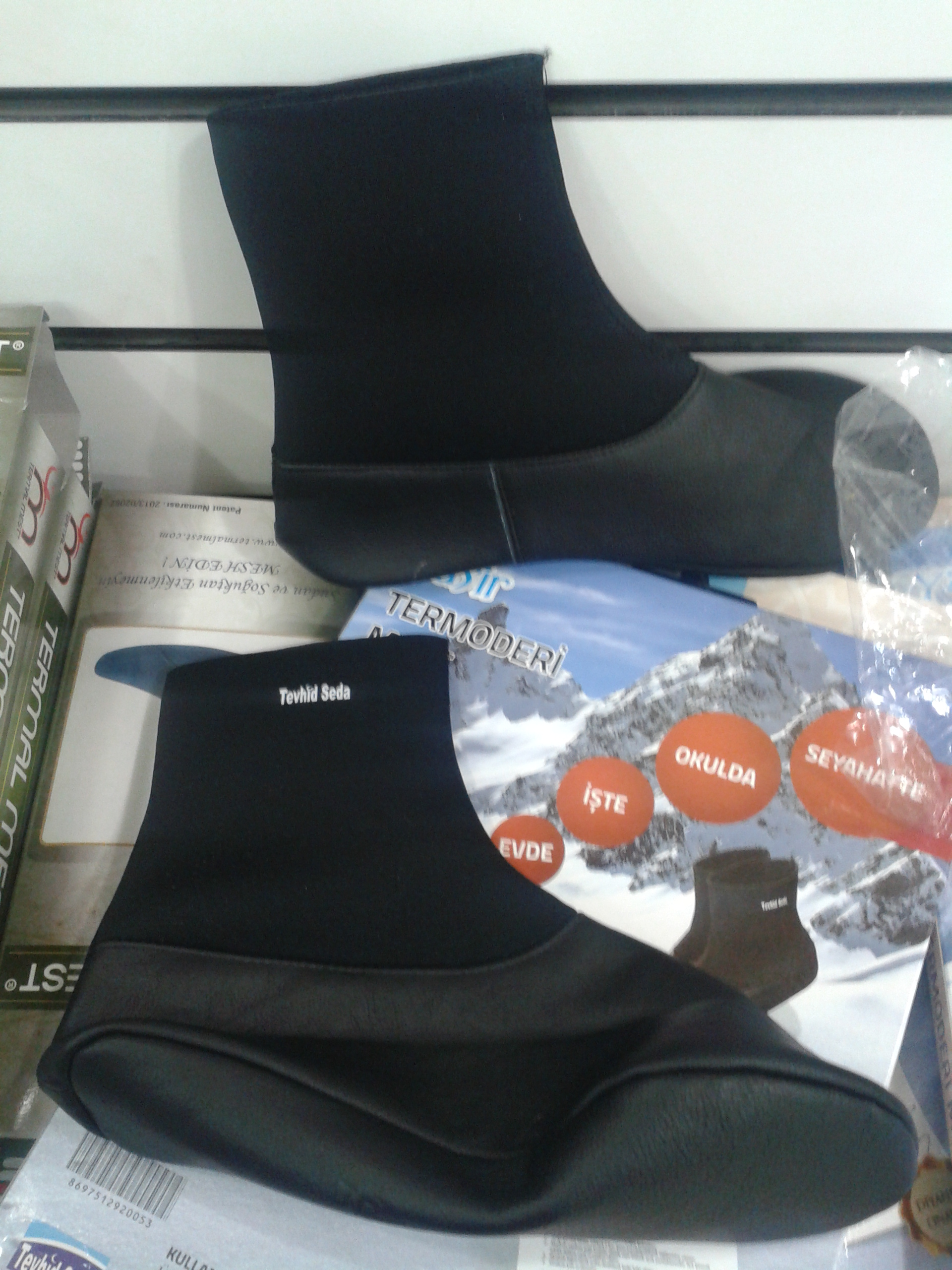
Ein Chuff-Paar

Ledersocken oder Chuff (arabisch خف, DMG ḫuff, englische Umschrift Khuff) sind Socken aus Leder. Das Tragen von Ledersocken erleichtert im sunnitischen Islam das Wudū'. Statt die Füße zu waschen, reicht es nach sunnitischer Auffassung, mit den Fingern über die Socken zu streichen, um die Tahāra zu erreichen. Die islamischen Rechtsschulen weichen in Teilaspekten der Beschaffenheit der Socken bzgl. Lederanteil, Sockendicke und Größe der zugelassenen Löcher voneinander ab.